# Sofía Vóssou
Sofía Vóssou (en griego: Σοφία Βόσσου) es una cantante griega nacida en 1961 en Patras.

## Eurovisión
Sofía participó en el Festival de la Canción de Eurovisión 1991, en Roma, con I Anixi. Consiguió un 13º puesto sobre 22 con 36 puntos. A pesar de esto, esta canción es considerada uno de sus mayores éxitos.